# Gandara (Samar)
Gandara é um município de  segunda classe de renda municipal (d) na província Samar, nas Filipinas. De acordo com o censo de 1 de maio  de  2020 possui uma população de 35 242 pessoas e 7 834 domicílios.